# Gyeongsang du Nord
Le Gyeongsang du Nord (en coréen : 경상북도, Gyeongsangbuk-do, parfois abrégé en Gyeongbuk) est une province de l'est de la Corée du Sud dont la capitale est Andong. Elle a été formée en 1896 à partir de la moitié de l'ancienne province du Gyeongsang.

## Histoire
La région était au cœur du royaume de Silla (57 av. J.-C. – 935), un État qui unifia d’abord la confédération de Jinhan puis toute la péninsule. En conséquence, de nombreux monuments, en particulier des tombes royales, subsistent et rappellent cette époque. Gyeongju qui était alors la capitale en est particulièrement riche et a été classé au patrimoine mondial de l’UNESCO.
Le nom de Gyeongsang-do est utilisé pour la première fois en 1314, il est formé de la réunion du nom de ses deux principales villes, Gyeongju et Sangju. Le Gyeongsang du Nord est créé en août 1896 lors de la partition des provinces et l’avènement du système des 13 provinces.
Pendant le gouvernement de Syngman Rhee en décembre 1949, l’armée sud-coréenne tua 86 à 88 sympathisants communistes à Mungyeong.

## Géographie
La province est bordée à l’est par la mer du Japon, au nord par la province du Gangwon, à l’ouest par le Jeolla du Nord et le Chungcheong du Nord. Au sud, elle s’ouvre sur le Gyeongsang du Sud et les villes métropolitaines d’Ulsan et de Daegu. Elle forme un bassin entouré par des montagnes, les monts Taebaek à l’est et les monts Sobaek à l’ouest et au nord ainsi que le Wunmunsan et le Biseulsan au sud. Le Gyeongsang forme la plus grande partie du bassin du Nakdong, une rivière longue de 506 km qui prend sa source vers Andong et coule du nord au sud pour se jeter dans la mer à Busan. Par rapport au reste de la péninsule, les étés sont relativement chauds et secs, en partie à cause de sa position intramontagneuse qui la protège des influences maritimes. Le maximum de précipitations a lieu au mois d’août pendant la mousson d’été avec 340 mm ; le mois le plus sec est janvier avec 17 mm.

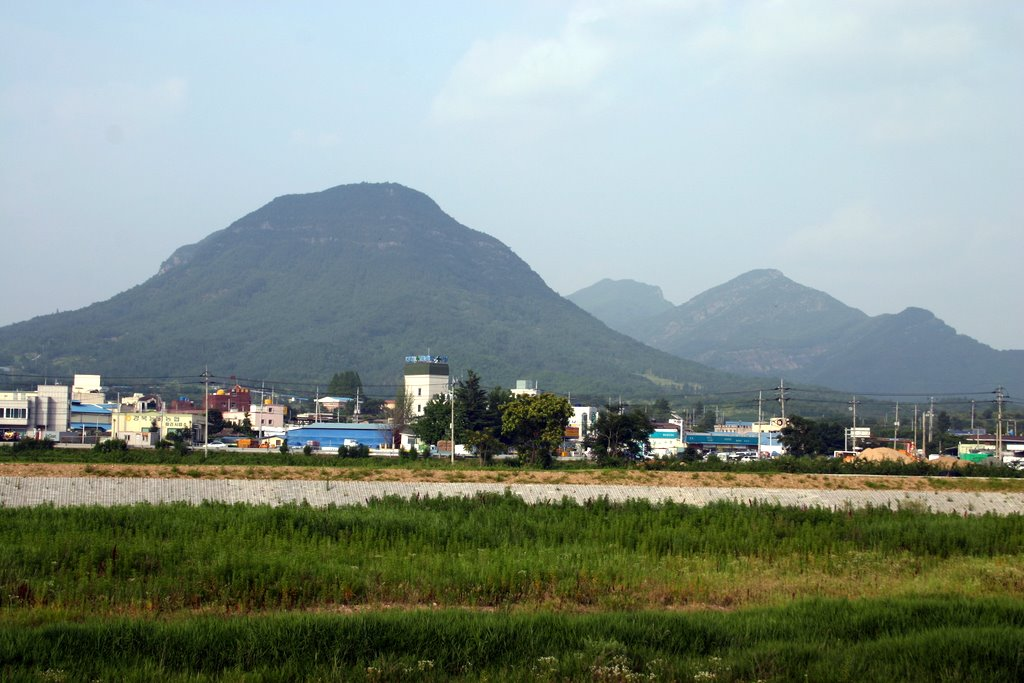
Le village de Sanun à Uiseong.
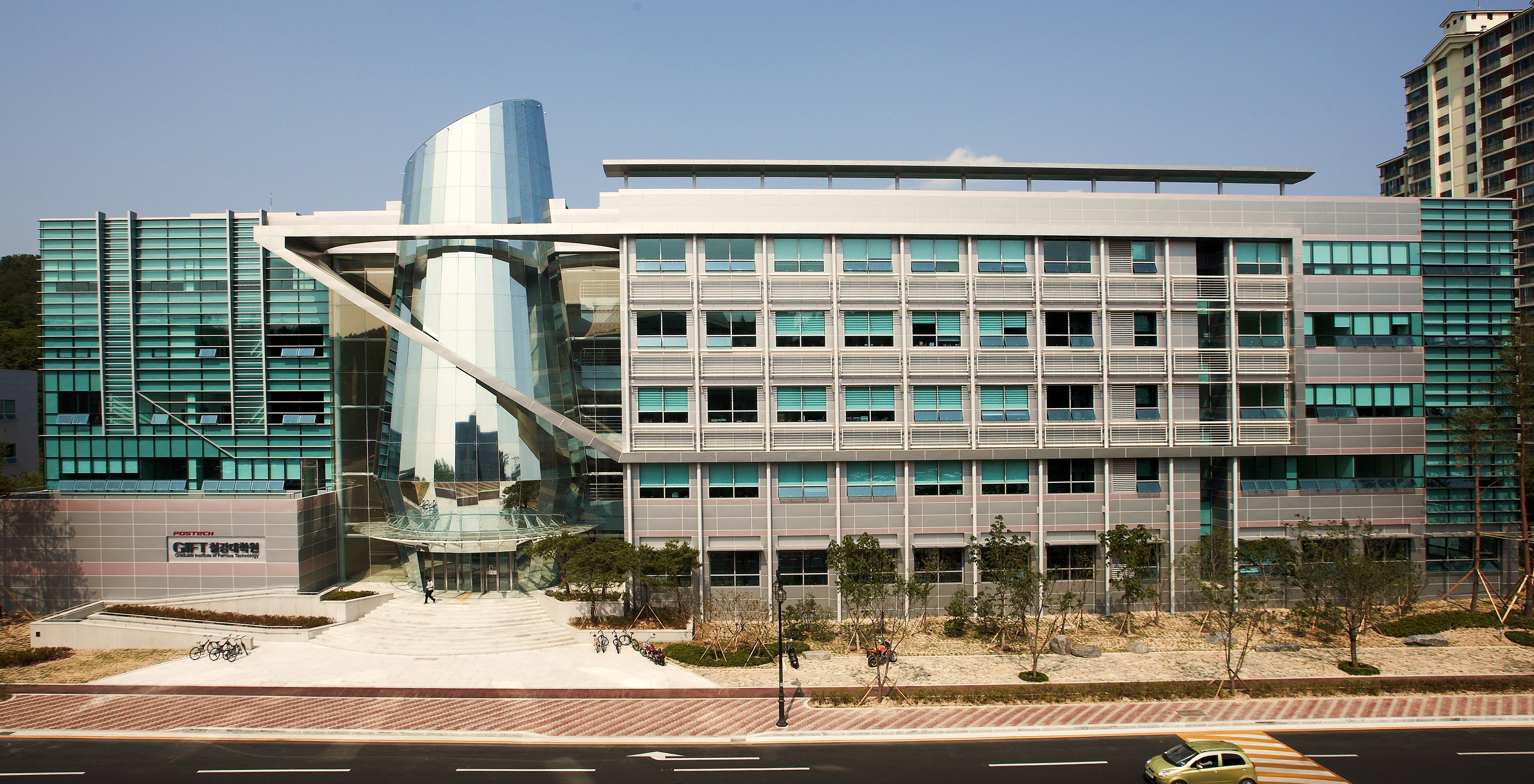
L’institut GIFT de POSTECH.
Orgues basaltiques dans le Gyeongsang du Nord. Août 2015.

La province du Gyeongsangbuk-do est divisée en 10 villes (si) et 13 districts (gun). Ne comprenant pas de grandes métropoles, le Gyeongbuk voit sa population diminuer lentement passant de 2 775 890 en 2002 à 2 669 876 à la fin 2010. Le nombre de personnes nées à l’étranger est passé de 21 291 en 2003 à 35 731 en 2008. Daegu mise à part, la plus grande ville est le port de Pohang (515 000 habitants) qui doit sa prospérité aux aciéries de POSCO et qui accueille POSTECH, une des meilleures universités d’Asie. Gumi (405 000 habitants) est la deuxième plus grande ville de la province. C’est un centre industriel qui s’est développé à partir des années 1960 grâce à l’injection de fonds gouvernementaux, l’ancien président Park Chung Hee en étant originaire. Gyeongju (265 000 habitants), un centre historique, profite actuellement de sa proximité avec les villes de Pohang et d’Ulsan ; Gyeongsan (240 000 habitants) est pratiquement située dans la banlieue de Daegu. Dans le nord, Andong (170 000 habitants) fait office de centre régional.
Ulleung est le district le moins peuplé (10 000 habitants). C’est une île située au milieu de la mer du Japon célèbre pour ses seiches séchées. Elle comprend aussi Dokdo, un îlot revendiqué par le Japon.
| Ville/district        | Superficie (km²) | Habitants (2007) | Habitants (31.12.2010) | Densité (2010) |
| --------------------- | ---------------- | ---------------- | ---------------------- | -------------- |
| Pohang (ville)        | 1 128            | 508 684          | 514 755                | 456            |
| Gumi (ville)          | 616              | 396 884          | 404 920                | 658            |
| Gyeongju (ville)      | 1 324            | 276 877          | 267 098                | 202            |
| Gyeongsan (ville)     | 412              | 242 744          | 240 708                | 585            |
| Andong (ville)        | 1 521            | 169 239          | 167 886                | 110            |
| Gimcheon (ville)      | 1 009            | 140 564          | 136 136                | 135            |
| Chilgok (district)    | 451              | 117 234          | 119 087                | 264            |
| Yeongju (ville)       | 669              | 116 062          | 113 926                | 170            |
| Sangju (ville)        | 1 255            | 107 266          | 105 607                | 84             |
| Yeongcheon (ville)    | 920              | 107 701          | 103 190                | 112            |
| Mungyeong (ville)     | 911              | 75 223           | 77 391                 | 85             |
| Uiseong (district)    | 1 176            | 61 871           | 58 832                 | 50             |
| Uljin (district)      | 989              | 54 353           | 52 430                 | 53             |
| Yecheon (district)    | 661              | 49 213           | 47 049                 | 71             |
| Seongju (district)    | 616              | 46 634           | 45 289                 | 73             |
| Cheongdo (district)   | 697              | 45 984           | 44 391                 | 64             |
| Yeongdeok (district)  | 741              | 43 726           | 41 377                 | 56             |
| Goryeong (district)   | 384              | 36 047           | 34 678                 | 90             |
| Bonghwa (district)    | 1 201            | 35 243           | 34 567                 | 29             |
| Cheongsong (district) | 843              | 27 993           | 26 715                 | 32             |
| Yeongyang (district)  | 815              | 19 207           | 18 451                 | 23             |
| Ulleung (district)    | 73               | 10 160           | 10 701                 | 147            |

## Administration

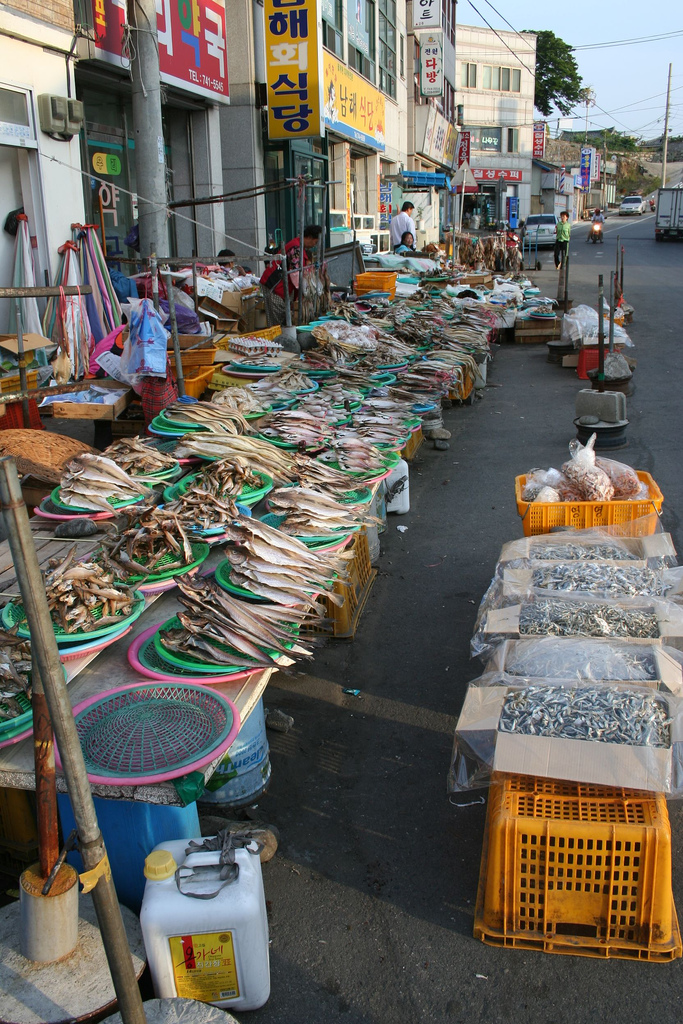
Marché aux poissons dans le port de Gampo à Gyeongju

Depuis le 1er juillet 2006, le gouverneur de la province est Kim Kwan-Yong. Il a été reconduit pour une deuxième législature de 4 ans en 2010. Le budget du Gyeongsangbuk-do était de 8446 milliards de wons (env. 6,8 milliards d’euros) en 2005 dont 2991 milliards de wons  (env. 2,4 milliards d’euros) au niveau de la province et 5455 milliards de wons  (env. 4,4 milliards d’euros) au niveau des villes et des districts.

## Économie
56,8 % de la population est employée dans le tertiaire, 24,4 % dans l’agriculture et 18,8 % dans le secteur industriel, en particulier l’industrie électronique et la métallurgie.
En 2004, 537 000 personnes étaient impliquées dans la production agricole, un chiffre en baisse constante : En 1995, 787 000 personnes étaient encore concernées. Le Gyeongsang du Nord assure 63 % de la production nationale de pommes et 84 % de celle de melons. C’est aussi le premier producteur de raisins, pêches et piments. Les rizières couvrent 154 189 ha soit 53 % de la surface cultivée.
14551 personnes vivent de la pêche, produisant 138 779 tonnes de poissons, essentiellement du calmar (85 401 tonnes) et du crabe rouge (15 156 tonnes), de la sole, du sanma et du crabe bambou. 5 % de la production est réalisée en aquaculture.

## Culture et tourisme

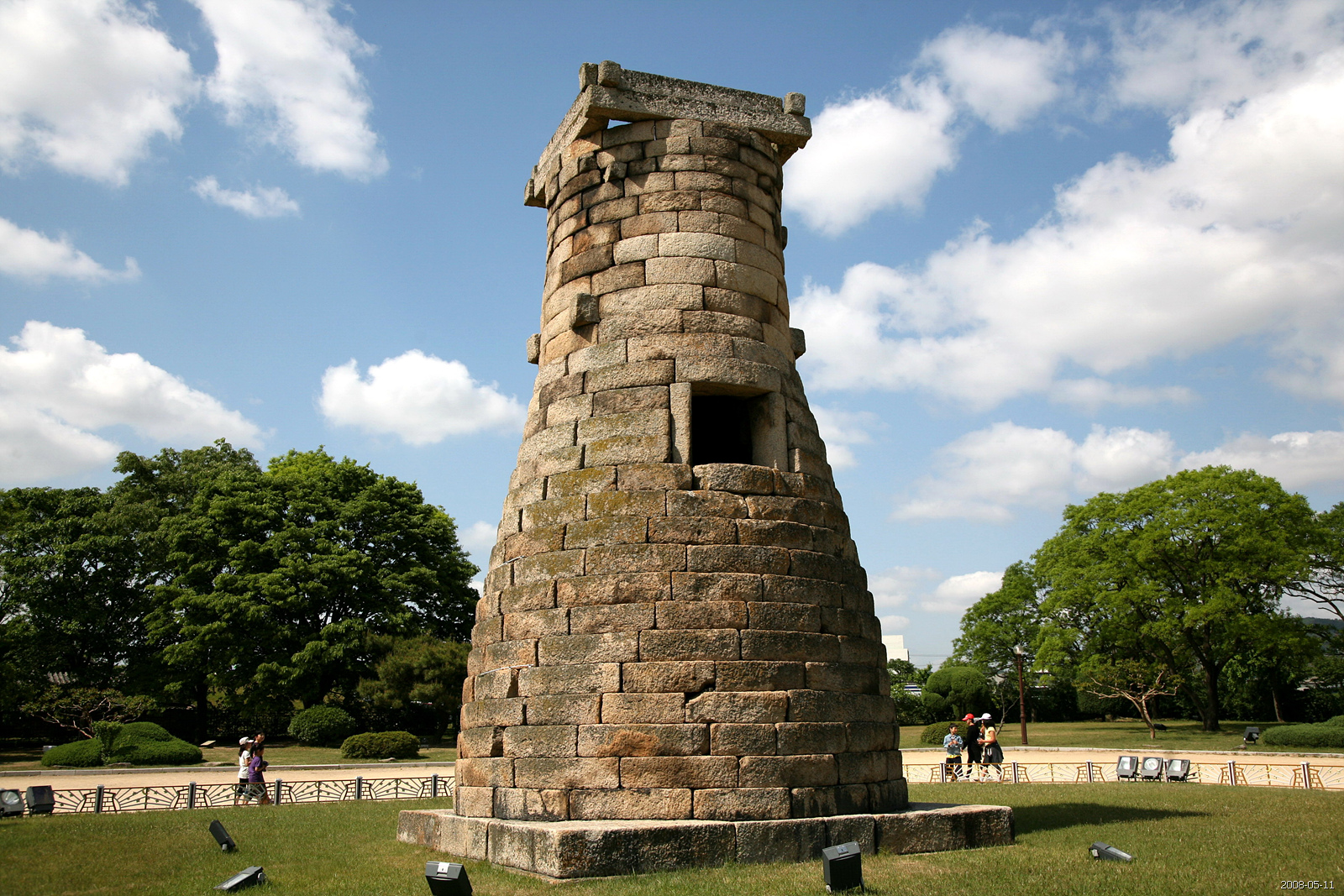
L’observatoire Cheomseongdae à Gyeongju

Gyeongju, l’ancienne capitale du royaume de Silla, est le site le plus important, de nombreuses œuvres de cette époque ont été classés comme trésor national. Certains sont exposés au musée national de Gyeongju. L’ermitage de Seokguram et le temple Bulguksa sont considérés comme des chefs-d’œuvre de l’art bouddhique de la période de Silla. A Yeongju, Buseoksa est un autre temple majeur.
Auparavant, Goryeong était le centre de Daegaya (42-562), ces vestiges sont présentés au musée de Daegaya, les tumulus des tombes royales sont encore bien visibles au sommet de la montagne.
Dans le nord, Andong a été un centre de la pensée confucianiste et de l’aristocratie yangban. Ce courant est encore représenté à Dosan Seowon (en), l’école confucianiste Dosan, et dans les villages historiques de Hahoe et Yangdong.

## Jumelage
Le Gyeongsankbuk-do est à ce jour la seule province coréenne jumelée à une région française : l’Alsace.
La Convention de jumelage a été signée à Strasbourg le 27 avril 1999 par MM. Adrien Zeller, président de la région Alsace, et Lee Eui-geun, gouverneur de la province du Gyeongsangbuk-do.
Le texte de la Convention dispose notamment dans ses Considérations générales que « les parties affirment leur volonté de renforcer l'amitié entre nos peuples et de développer les relations entre nos collectivités locales, et conviennent en conséquence de se jumeler. Cet accord a pour objectif de renforcer les échanges économiques, culturels, scientifiques et touristiques entre l'Alsace et le Kyongsangbuk-Do. »
Depuis 1999, les liens entre le Gyeongsangbuk-do et l'Alsace n'ont cessé de se développer, d'abord sur le plan universitaire entre l'Université de Haute-Alsace à Mulhouse et ses homologues coréennes et aussi sur le plan économique avec la création d'une Agence Alsace International en Corée et, depuis le 18 juin 2005 d'un centre d'affaires à Mulhouse « Asian Business Center » où la province coréenne du Gyeongsangbuk-do a ouvert son bureau de représentation pour l’Europe avec le soutien de la région Alsace.